# Roch Kostrzewa
Roch Kostrzewa (ur. 12 sierpnia 1919 w Borku Klimontowskim, zm. 29 maja 2012) – polski polityk. Poseł na Sejm PRL III, IV i V kadencji.

## Życiorys
Syn Marcina i Marianny. Przed wojną ukończył szkołę powszechną i jednoroczną szkołę ogrodniczą. Od 1942 służył w Batalionach Chłopskich, gdzie był organizatorem i komendantem rejonowego oddziału Ludowej Straży Bezpieczeństwa. Od 1945 pełnomocnik ds. realizacji świadczeń rzeczowych w powiatach Opatów i Radzyń Podlaski. W latach 1947–1948 referent w starostwie powiatowym oraz sekretarz Powiatowego Zarządu Stronnictwa Ludowego w Sandomierzu. Od 1948 instruktor Zarządu Głównego Związku Młodzieży Wiejskiej RP „Wici”, następnie Zarządu Głównego Związku Młodzieży Polskiej. W latach 1951–1953 pracował w Naczelnym Komitecie Wykonawczym Zjednoczonego Stronnictwa Ludowego, kolejno na stanowiskach starszego instruktora Wydziału Organizacyjnego, zastępcy kierownika Wydziału Propagandy oraz dyrektora Centralnych Kursów Politycznych. W latach 1956–1958 ponownie pracownik Naczelnego Komitetu ZSL. Od 1958 do 1959 zastępca kierownika Centralnego Ośrodka Szkoleniowego ZSL. W latach 1970–1974 zastępca dyrektora w wydawnictwie „Prasa ZSL”, następnie do 1976 pracownik Wydziału Prezydialnego NK ZSL w Warszawie. Był prezesem Wojewódzkiego Komitetu Zjednoczonego Stronnictwa Ludowego w Kielcach, a następnie w Opolu. W 1961, 1965 i 1969 uzyskiwał mandat posła na Sejm PRL w okręgach kolejno Ostrowiec Świętokrzyski i dwukrotnie Koźle. Przez trzy kadencje zasiadał w Komisji Obrony Narodowej.

## Odznaczenia i ordery
- Krzyż Komandorski Orderu Odrodzenia Polski (1998)[4]
- Krzyż Oficerski Orderu Odrodzenia Polski
- Krzyż Kawalerski Orderu Odrodzenia Polski
- Złoty Krzyż Zasługi (1955)[5]
- Krzyż Partyzancki
- Medal Zwycięstwa i Wolności 1945
- Medal 10-lecia Polski Ludowej (1955)[6]
- Odznaka 1000-lecia Państwa Polskiego (1966)[7]